# Wydział Filozofii Uniwersytetu Kazimierza Wielkiego w Bydgoszczy
Wydział Filozofii Uniwersytetu Kazimierza Wielkiego w Bydgoszczy – jeden z 17 wydziałów Uniwersytetu Kazimierza Wielkiego w Bydgoszczy.

## Historia
Instytut Filozofii powstał poprzez wyłączenie z Instytutu Filozofii i Socjologii wydziałowej Katedry Socjologii w roku 2008. Od roku akademickiego 2019/2020 Instytut jest jedną z jednostek organizacyjnych Kolegium I. Od roku akademickiego 2022/2023, zarządzeniem Rektora UKW, Instytut funkcjonuje jako Wydział Filozofii.

## Kierunki kształcenia
- filozofia (studia I i II stopnia)[3]

## Struktura organizacyjna
| Katedra                    | Kierownik                           |
| -------------------------- | ----------------------------------- |
| Katedra Historii Filozofii | dr hab. Maciej Chlewicki, prof. UKW |
| Katedra Logiki i Ontologii | prof. dr hab. Dariusz Łukasiewicz   |

## Władze Wydziału
Od roku akademickiego 2022/2023:
| Stanowisko                 | Imię i nazwisko                       |
| -------------------------- | ------------------------------------- |
| Dziekan                    | prof. dr hab. Dariusz Łukasiewicz     |
| Prodziekan ds. kształcenia | dr hab. Wojciech Torzewski, prof. UKW |